# Duncan II av Skottland
Duncan II av Skottland (gaeliska: Donnchad mac Maíl Choluim), född omkring 1060, död 12 november 1094, kung av Skottland 1093-1094, Duncan I:s sonson.
Duncan II hölls under sin uppväxt som gisslan i förvar hos Vilhelm Erövraren och erhöll därvid en anglonormandisk uppfostran. Efter sin fars, kung Malcolm III:s, död, 1093, bemäktigade han sig med engelsk hjälp Skottlands tron, sedan han besegrat sin troninkräktande farbror Donald Bane, men blev på dennes anstiftan mördad följande år. Höglandsskottarnas misstro mot hans engelska sedvänjor påskyndade hans fall.